# Polop
Polop község Spanyolországban, Alicante tartományban. Lakosainak száma 5650 fő (2024). Polop Benidorm, Benimantell, Callosa d’en Sarrià, Guadalest, Finestrat és La Nucia községekkel határos.

## Népesség
A település lakosságának változását az alábbi diagram mutatja:
| Lakosok száma | 2243 | 2934 | 3636 | 4245 | 4474 | 4313 | 4549 | 4965 | 5069 | 5650 |
|               | 2001 | 2004 | 2006 | 2009 | 2011 | 2014 | 2016 | 2019 | 2021 | 2024 |